# 细肋织纹螺
细肋织纹螺（学名：Zeuxis scalaris），是新腹足目织纹螺科Zeuxis属的一种。主要分布于中国大陆、台湾，常栖息在潮下带。